# أسل غشائي
أسل غشائي (الاسم العلمي: Juncus membranaceus) نوع نباتي يتبع جنس الأسل وينتمي إلى الفصيلة الأسلية.